# Wavre-Notre-Dame
Pour les articles homonymes, voir Wavre (homonymie) et Waver.
Wavre-Notre-Dame (Onze-Lieve-Vrouw-Waver en néerlandais) est une section de la commune belge de Wavre-Sainte-Catherine située en Région flamande dans la province d'Anvers. C'était une commune à part entière avant la fusion des communes de 1977.

## Démographie

### Évolution démographique
- Sources : INS, Rem. : 1831 jusqu'en 1970 = recensements, 1976 = nombre d'habitants au 31 décembre[2].

## Personnalités
- Louis Lens (1924-2011), rosiériste belge
- Cédric Beullens (1997-), cycliste belge